# Rustenburg (Den Haag)

Rustenburg, aan de Scheveningseweg te Den Haag, in 1848

Rustenburg is een voormalig landgoed in Den Haag.

## Geschiedenis
In 1847 kocht koning Willem II het landgoed, en zijn weduwe Anna Paulowna heeft er tot haar overlijden gewoond.
Hoewel Anna Pawlona het financieel niet breed had, weigerde ze in 1859 een stuk bos te verkopen aan de gemeente, die  achter de Zeestraat een park wilde aanleggen. Na haar dood werd daar het Zeeheldenkwartier aangelegd.
Haar dochter Sophie verkocht het landgoed na de dood van haar moeder aan Adriaan Goekoop, die het op zijn beurt in 1905 verkocht aan de Staat der Nederlanden. Er kwam geen park achter de Zeestraat, maar een door architect S.J. de Vletter ontworpen Anna Paulownaplein met een hele wijk eromheen. Huize Rustenburg werd gesloopt om het Vredespaleis te bouwen.

## Trivia
- Aan de zuidkant van Den Haag is een wijk die Rustenburg-Oostbroek heet. Dit maakte deel uit van de voormalige Oost-Escamppolder. Rustenburg en Oostbroek waren twee oude boerderijen die al in de 17e eeuw genoemd worden. In 1921 maakte H.P. Berlage plannen voor de stadsuitbreiding in die polders. De voormalige oprijlaan van Rustenburg heet nu de Gooilaan. De eerste straten werden daar in 1924 door de gemeente aangelegd.
- De Rustenburgweg in de Haagse wijk Zorgvliet is vernoemd naar dit landgoed.